# 四柱神社
四柱神社（よはしらじんじゃ）は、長野県松本市大手に鎮座する神社である。地元では、10月の例祭「神道祭」から「しんとう（神道）さん」と呼ばれる。また地元では四柱を「しはしら」と誤読される傾向にある。

## 祭神

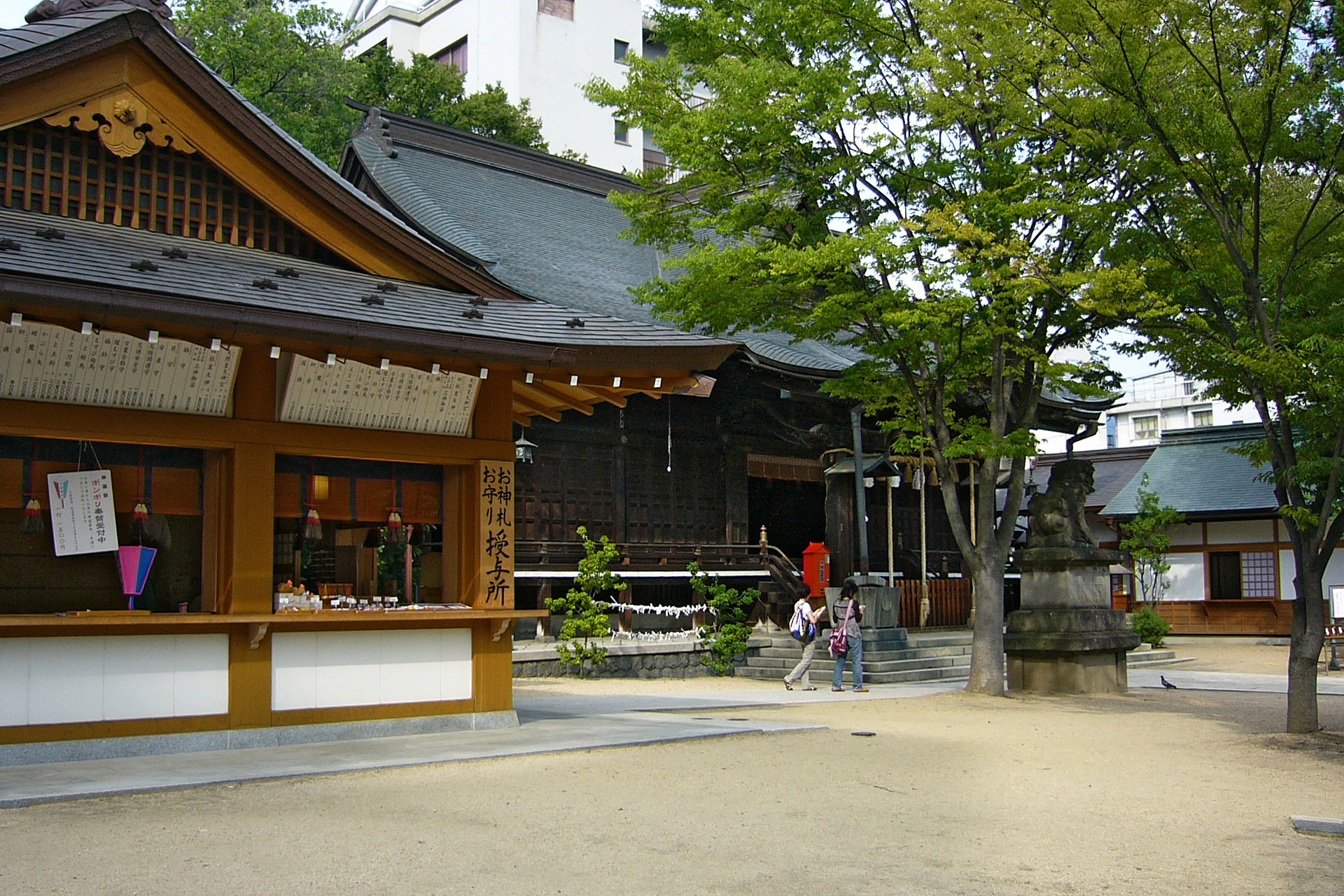
境内風景

天之御中主神 (あめのみなかぬしのかみ)
高皇産霊神 (たかみむすびのかみ)
神皇産霊神 (かみむすびのかみ)
天照大神 (あまてらすおおみかみ)

## 概要
名称は、4柱の神を祀ることによる。

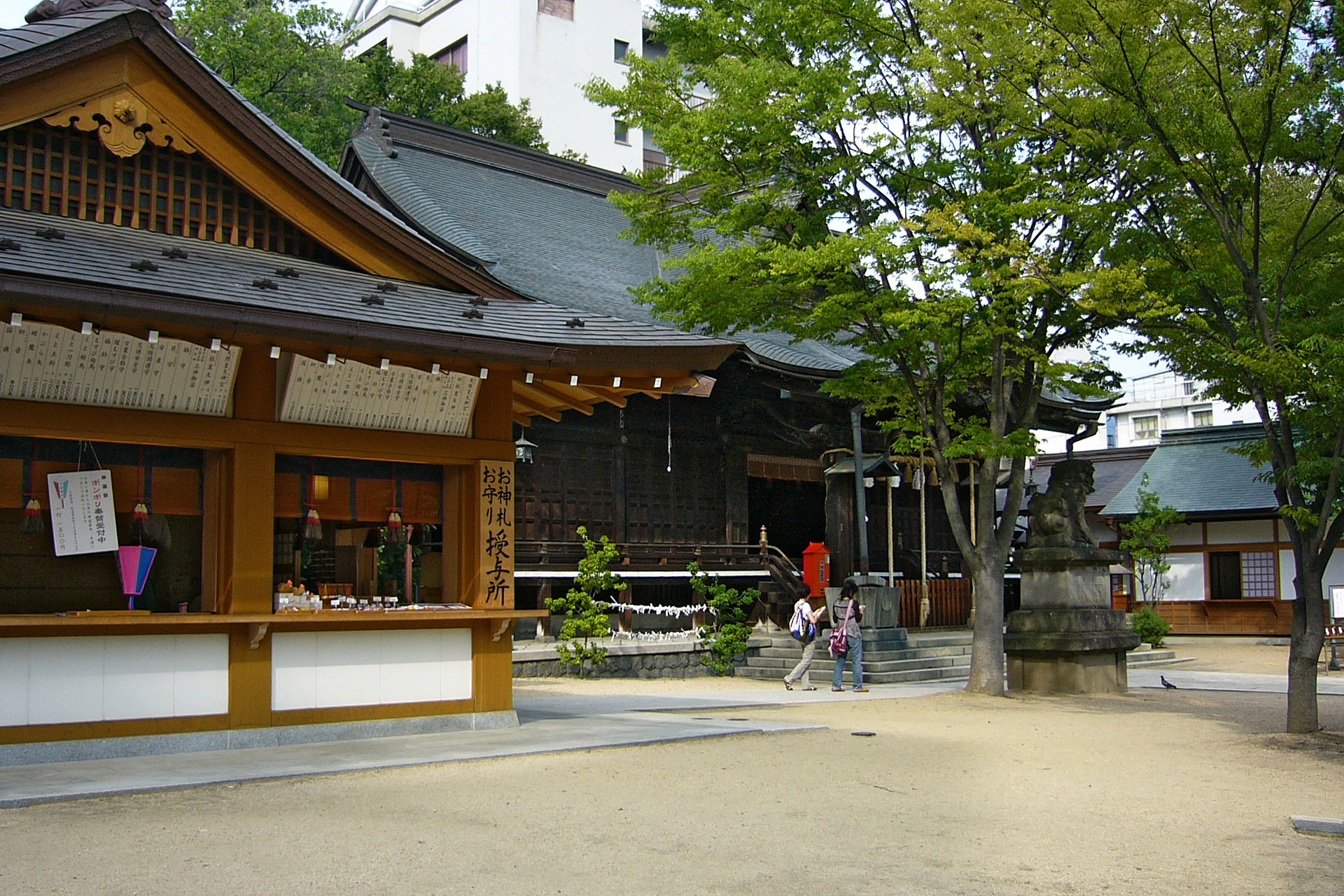
境内風景

明治5年（1872年）に筑摩県松本に設置された神道中教院で、明治7年（1874年）から四柱の神を祀ったことに始まる。明治12年（1879年）に現在地に社殿を造営し、村社の四柱神社として遷座した。明治21年（1888年）の松本大火で社殿を焼失し、大正13年（1924年）に再建した。昭和34年（1959年）、別表神社に加列。

## 天皇行幸
明治13年（1880年）6月24日、25日　明治天皇が松本市内を巡幸。24日午後には新築間もない神道事務分局の行在所に到着。境内には「明治天皇行在所旧址」の碑が残る。
この折、神社境内に渡る御幸橋が石造りで建造された。
三の丸の堀に架けられた太鼓橋である。

## 交通アクセス
- JR松本駅から徒歩10分
- アルピコ交通（通称・松本電鉄バス）松本城経由で大名町バス停（松本駅・バスターミナル発）または本町バス停（松本駅行き）下車。

## 周辺情報
- 松本城
- 縄手通り商店街
- 八十二銀行松本営業部
- 松本市時計博物館